# سوزانو
سوزانو (انگلیسی: Suzano) شرکت کاغذسازی برزیلی است، که در سال ۱۹۲۴ تأسیس شد.